# Félicien
Pour les articles homonymes, voir Saint-Félicien.
Cette page présente le prénom Félicien ainsi que ses variantes.
Félicien est un prénom masculin, principalement fêté le 24 juin et le 9 juin.

## Étymologie
Félicien vient du latin Felicianus, nom d'homme dérivé de felix, qui signifie « fertile » ou « heureux ».

## Variantes
Il a pour forme féminine Félicienne.

## Personnes portant ce prénom
- Pour l'ensemble des articles sur les personnes portant ce prénom, consulter :
  - la liste des articles dont le titre commence par ce prénom
  - les listes produites par Wikidata : Liste des personnes de prénom « Félicien » — même liste en incluant les éventuels prénoms composés qui contiennent « Félicien ».

## Saints des églises chrétiennes
- Plusieurs saints portent le nom de Félicien: voir Saint-Félicien .